# Psychoda quadrilosa
Psychoda quadrilosa är en tvåvingeart som beskrevs av Quate 1967. Psychoda quadrilosa ingår i släktet Psychoda och familjen fjärilsmyggor. Inga underarter finns listade i Catalogue of Life.